# Castelsilano
Castelsilano es una localidad italiana de la provincia de Crotona, región de Calabria, con 1.146 habitantes.

## Evolución demográfica
| Gráfica de evolución demográfica de Castelsilano entre 1861 y 2001 |
|                                                                    |
| Fuente ISTAT - Elaboración gráfica por parte de Wikipedia          |

La Comuna de Castelsilano fue creada oficialmente el 14 de agosto de 1811 con el nombre de Casino. El 13 de mayo de 1950, tras una petición popular al Presidente de la República Luigi Einaudi, se sustituye el nombre de Casino por Castelsilano.